# Xenochrophis bellula
Xenochrophis bellula е вид змия от семейство Смокообразни (Colubridae).

## Разпространение
Видът е разпространен в Мианмар.